# Чончи
Чончи (исп. Chonchi) — посёлок в Чили. Административный центр одноимённой коммуны. Население — 4588 человек (2002). Посёлок и коммуна входит в состав провинции Чилоэ и области Лос-Лагос.
Территория коммуны — 1362,1 км². Численность населения — 14 049 жителей (2007). Плотность населения — 10,31 чел./км².

## Расположение
Посёлок расположен на острове Чилоэ в 146 км на юго-запад от административного центра области города Пуэрто-Монт и в 17 км на юг от административного центра провинции города Кастро.
Коммуна граничит:
- на севере — с коммуной Кастро
- на востоке — с коммуной Пукельдон
- на юго-востоке — с коммуной Кейлен
- на юге — с коммуной Кельон

На западе коммуны расположен Тихий океан.

## Демография
Согласно сведениям, собранным в ходе переписи Национальным институтом статистики, население коммуны составляет 14 049 человек, из которых 7407 мужчин и 6642 женщины.
Население коммуны составляет 1,77 % от общей численности населения области Лос-Лагос. 62,92 % относится к сельскому населению и 37,08 % — городское население.